# Idioma mangue
El idioma mangue es una lengua otomangueana estrechamente emparentada con el chiapaneco y el chorotega. Esta lengua se extinguió en el siglo XIX, la última lista de vocabulario se recogió en 1874. Una de las principales fuentes de información es un vocabulario publicado por Daniel Garrison Brinton (1885), con casi 200 palabras, que resume parte de la escasa evidencia obtenida sobre la lengua antes de su extinción.
El término "mangue" es la adaptación del autónimo mánekeme que parece relacionado con el chiapaneco mángueme ('nuestros').

## Aspectos históricos, sociales y culturales
Las primeras referencias a los mangues o chorotegas se hicieron cuando el capitán español González Dávila llegó al golfo de Nicoya en 1523 e hizo contacto con varios grupos indígenas autóctonos, entre ellos, los mangues dirigidos por el jefe Nicoya, los maribios y los nicaraos. El término chorotega podría aplicarse un poco laxamente a varias etnias, ya que parece que los nicaraos habrían hablado no el mangue sino alguna forma de náhuatl. El parecer general es  que los nicaraos habrían emigrado en el siglo XIV al área entre el lago Nicaragua y el Pacífico dividiendo en dos el territorio de los chorotega-mangues. Se estima que para ese tiempo el número de nativos rondaría en torno a 6 mil.
Más tarde, el auditor García de Palacio (1576) menciona a los mangues. Y un siglo más tarde, una colonia de mangues formada por centenares de personas, fue hallada por Juan Vázquez de Coronado cerca del extremo oriental de Costa Rica, en la provincia de Pacaca. Al parecer los mangues de la costa del Pacífico, frecuentemente trabajaban hacia el norte con el propósito de comerciar y obtener sal.

## Descripción gramatical
Hasta cierto punto el mangue y el chorotega podrían ser consideradas como una misma lengua, ya que existen pocas diferencias léxicas que podrían en efecto ser variantes regionales. Aunque la evidencia existente no permite discernir hasta dónde llegan sus similitudes y divergencias, dado que sólo se conservan listas de vocabulario pero no existen descripciones detalladas de la gramática. La cercanía de la comparación léxica permite hacerse una idea aproximada.

### Comparación léxica
La siguiente lista muestra una breve relación de formas léxicas en chorotega y mangue que permiten reconocer la cercanía entre ambas lenguas:
| GLOSA    | Mangue  | Chorotega |
| -------- | ------- | --------- |
| 'uno'    | tike    | teka      |
| 'dos'    | ha      | hausmi    |
| 'tres'   | hajmi   | hamij     |
| 'cuatro' | hahome  | hahami    |
| 'cinco'  | hagujmi | haunsmij  |
| 'hombre' | nyugo   | ntihpu    |
| 'mujer'  | noji    | naji      |
| 'perro'  | nyumbi' | nambi     |
| 'sol'    | nomo    | numu      |
| 'luna'   | yu      | yu        |
| 'agua'   | nimbu   | nimbu     |